# Anastasios Metaxas
Anastasios Metaxas (řecky Αναστάσιος Μεταξάς; 27. února 1862 – 28. ledna 1937) byl řecký architekt a střelec.

## Život
Byl královským architektem řeckého krále Jiřího I. a je známý především jako architekt, kterého si vybral George Averoff pro obnovu stadionu Panathinaiko pro Letní olympijské hry v Aténách v roce 1896, které stály u zrodu moderního olympijského hnutí, přičemž návrh pocházel od Ernsta Zillera. Vystudoval architekturu na univerzitě v Drážďanech, kterou absolvoval s vyznamenáním. Rozšířil nebo reformoval mnoho historických budov včetně muzea Benaki a Národního archeologického muzea v Aténách. Mezi jeho další práce patří návrh katedrály svatého Ondřeje v Patrasu a různých veřejných budov a sídel v Aténách.
Byl také střelcem a zúčastnil se čtyř Letních olympijských her, kde získal dvě medaile. Poprvé se zúčastnil Letních olympijských her v roce 1896 na stadionu, který pomáhal obnovit. Nastoupil v disciplínách vojenská puška na 200 metrů a volná puška na 300 metrů, kde obsadil tři místa a v obou disciplínách skončil na čtvrtém místě.
O deset let později se zúčastnil Mezistátních her v roce 1906, kde startoval v devíti disciplínách. Jeho nejlepším výsledkem byla stříbrná medaile v disciplíně trap. O dva roky později získal bronzovou medaili ve střelbě na trap na Letních olympijských hrách 1908 v Londýně, kde se umístil na třetím místě společně s britským střelcem Alexandrem Maunderem.
V roce 1912 se naposledy představil na Letních olympijských hrách 1912 ve švédském Stockholmu, kde skončil v soutěži trap na šestém místě a 35. v rychlopalné pistoli na 30 metrů.
Později se věnoval politice a stal se členem Lidové strany.

## Architektonické práce

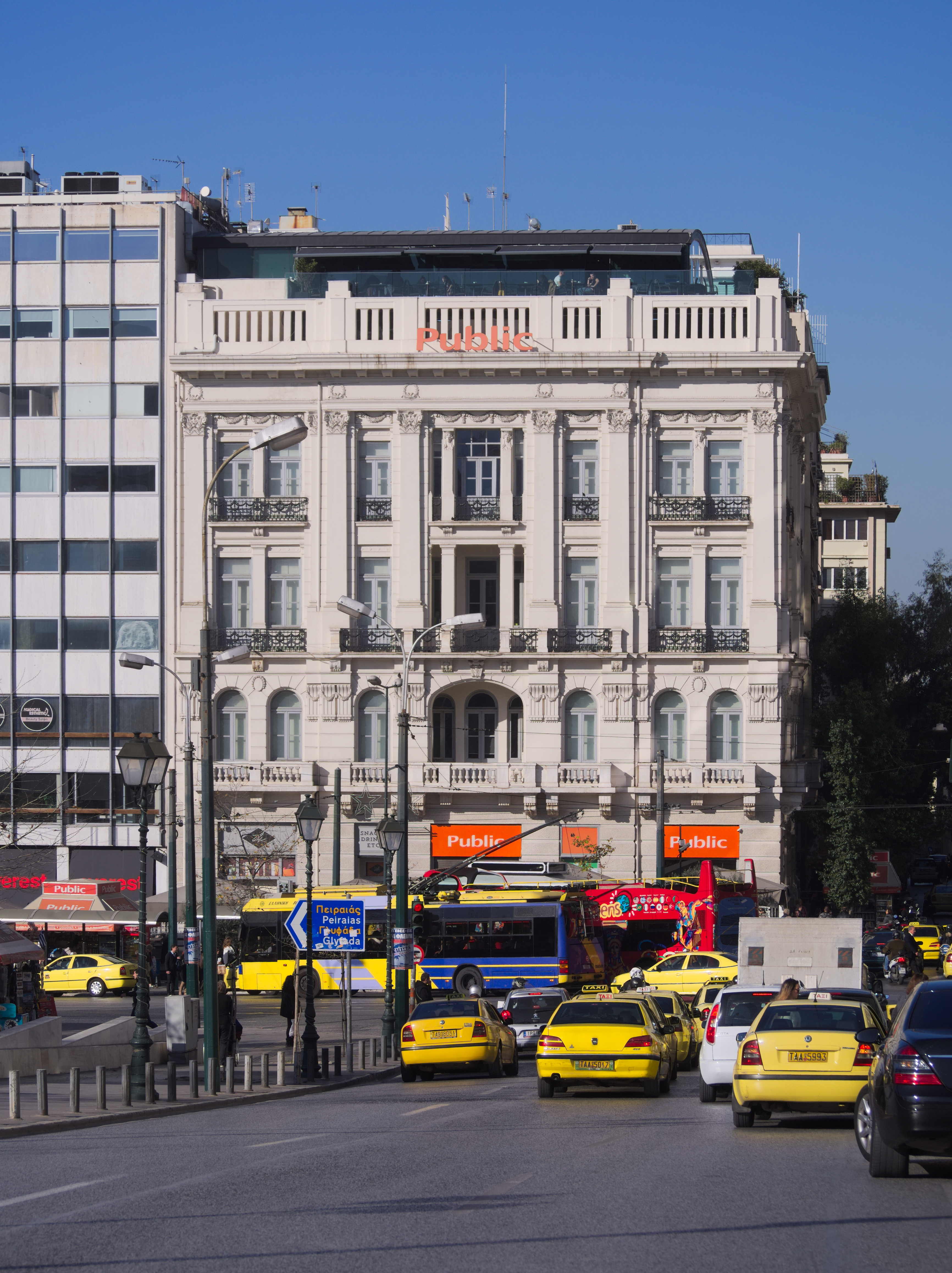
Sídlo Pallis, náměstí Syntagma
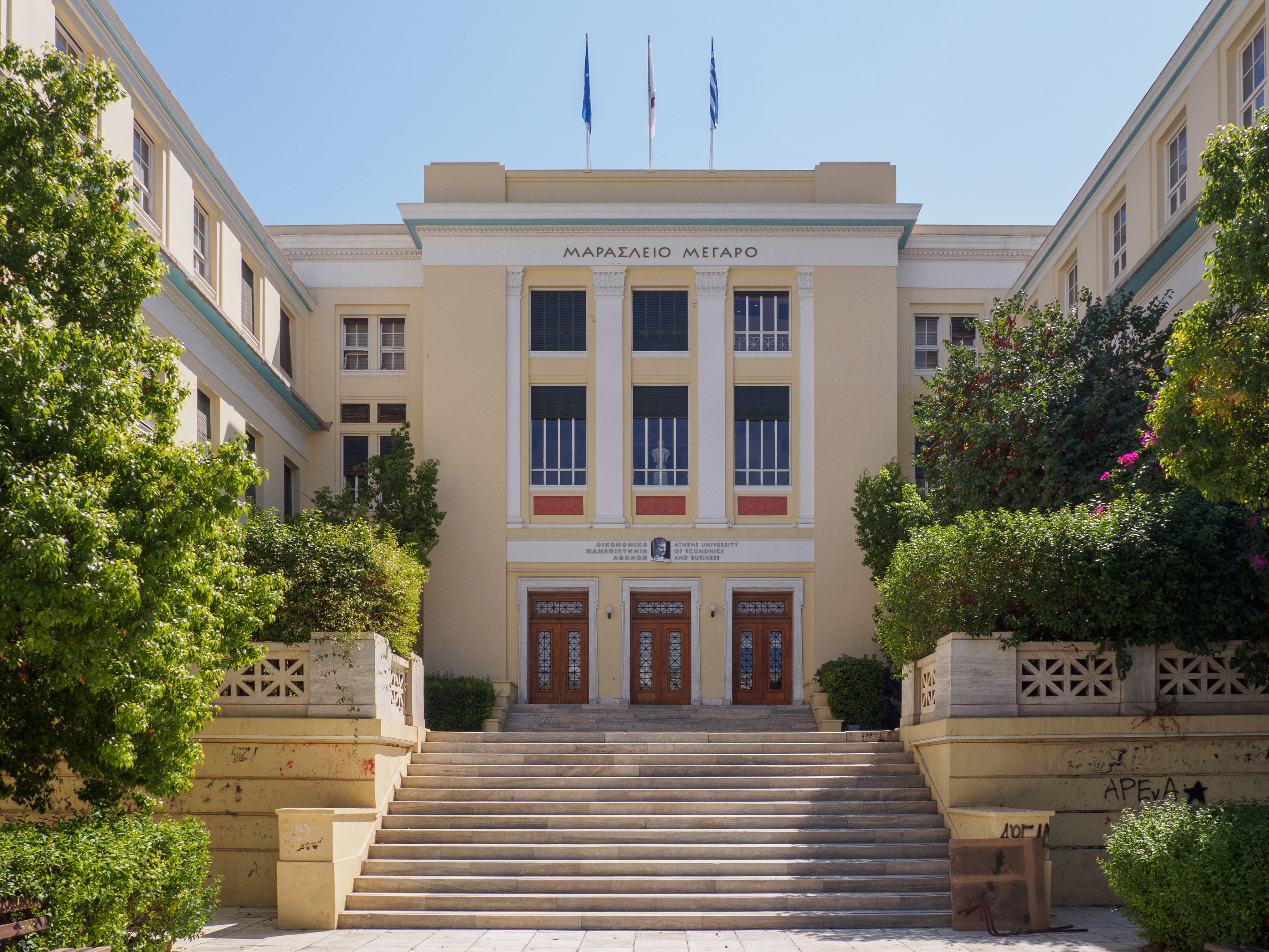
Hlavní budova ASOEE
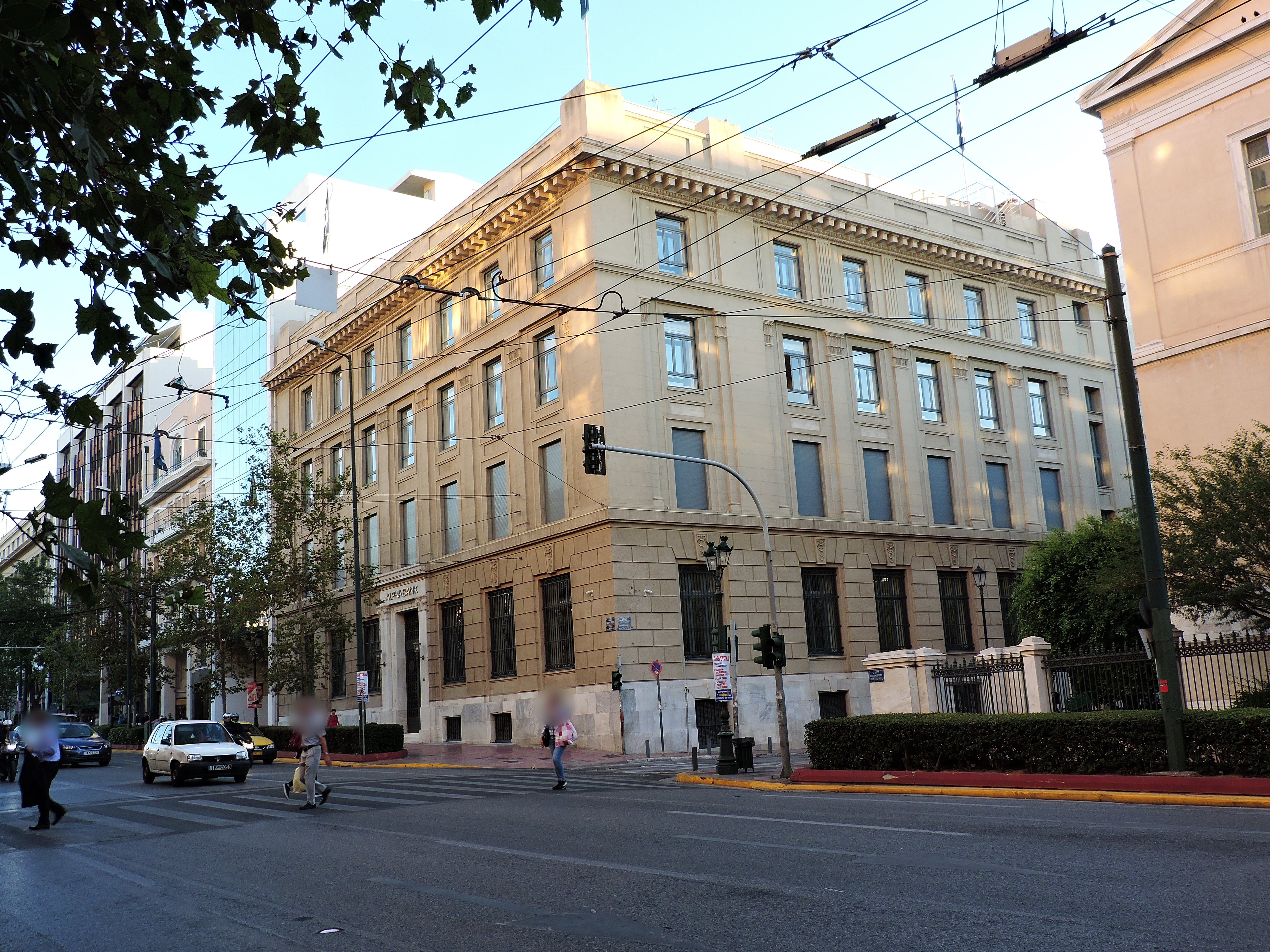
Francouzské velvyslanectví, Atény
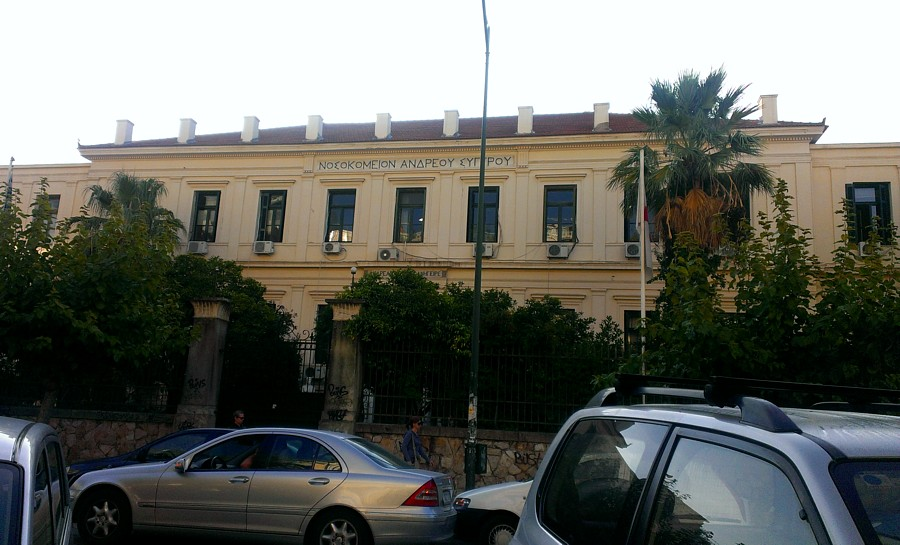
Nemocnice Syggros
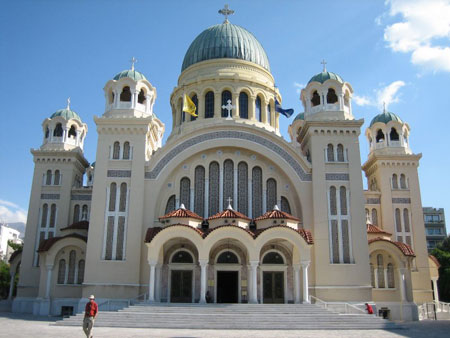
Katedrála svatého Ondřeje, Patras